# الطمامي (السبرة)

تعديل مصدري - تعديل

الطمامي محلة تابعة لقرية منعم، التابعة لعزلة عروان بمديرية السبرة إحدى مديريات محافظة إب في الجمهورية اليمنية.، بلغ تعداد سكانها 85 حسب تعداد اليمن لعام 2004.